# Södra göl, Östergötland
Södra göl är en sjö i Motala kommun i Östergötland och ingår i Motala ströms huvudavrinningsområde.